# Atibaia
Atibaia es un municipio en el estado de São Paulo, Brasil. Se encuentra en la latitud 23º 07' 01" sur y longitud 46º 33' 01" oeste, con una altitud de 803 metros. Su población es de 126,614 habitantes, según el censo del Instituto Brasileño de Geografía y Estadística, 2010.

## Historia
Origen del nombre:
Incluso antes de la fundación de la actual ciudad de Londres, este fue el nombre dado al lugar donde ahora se levanta la ciudad. Amplia controversia ha sido entre tupinólogos que han tratado de definir el verdadero significado de esta palabra.
Según Fray Francisco dos Prazeres Maranhão, en su glosario de palabras indias, Tybaia el nombre significa "río de la fábrica."
Para João Mendes de Almeida, en su Diccionario Geográfico de la Provincia de São Paulo, se originó en el río que da su nombre, y concluyó: ". Atibaia, la corrupción de Tipai," inundó el río "Por tanto, los antiguos decían que no Tipaia Atibaia , a ti, "río";. Pa, IUPA aféresis, "estanque, pantano" y yo, preposición que significa "en", aludiendo a pasar por extensos humedales de tierras bajas "
Debido a la presencia de una montaña en Londres, el origen del nombre puede estar en la corrupción Tipai, "colgar colina." Usted, "montón" y el padre "colgado".
Teodoro Sampaio Fernandes dice Atibaia, antes Tibaya, escribió Manuel Aires de Casal, que significa "agua sana" (TY-AFP-b), y también puede ser "el agua trenzada, motín o confundido." El mismo autor también señala los posibles significados de "huerto saludable" (atyb-limpieza) y "lugar sano" (TYB-limpieza).
Airosa Plinio, en una valiosa contribución al diario O Estado de Sao Paulo, llega a la conclusión "Tibaia significa" agua salobre, amargo, malo, contaminado "Pero eso tupinólogo misma, en su libro Una Guía de Tupi, define" Atibaia -. (Ty -Baio) - el "río de aguas tranquilas, el agua aceptable."
El vocabulario en el idioma puntos Brasilica que significa "mechón de pelo que los indígenas tienen sobre las orejas."
Eduardo de Almeida Navarro dice atîaî significa "puntiagudo".
En la actualidad, escribe y dice Atibaia. Tybaia formas, Thibaya, etc Atubaia. ya están fuera del dominio de nuestro pueblo.

## Fundación
La fundación de la ciudad de Atibaia está relacionado con el contexto histórico de la actuación de los pioneros, exploradores que salieron al frente de las delegaciones pequeñas para explorar tierras vírgenes en busca de los indios y los minerales preciosos. La mayoría de las expediciones que parten de Sao Paulo, y era la ruta más popular que conduce a los tesoros de Minas Gerais. Fue un viaje largo y arduo, que requiere muchas paradas para descansar y repostar. La primera de ellas, todavía cerca de São Paulo, de pie sobre una colina rodeada por un río donde está hoy Atibaia.
Jerome Campbell, descendiente de un pionero de las mejores familias conocidas en el pueblo de São Paulo, el conocimiento profundo de toda la región, con el tiempo para resolver sobre el terreno y comenzó una hacienda ganadera y en la parte superior de la colina, construyó una capilla en el la invocación de San Juan Bautista el 24 de junio de 1665, una fecha que marcó la fundación de la ciudad, que actualmente es día de fiesta municipal.
Por la misma época, el padre Mateo Nunes de Siqueira alcanzado la selva virgen con un grupo de indios catequizados guarus, y por orden de la Municipalidad de São Paulo, los instaló al lado del sitio de San Juan el Bautista. El pequeño grupo se confirmó, entonces, como una parada obligatoria para aquellos que siguieron en la dirección de Minas Gerais y el pueblo comenzó a desarrollarse lentamente.
En 1679, la capilla se convirtió en la capilla de curado - es decir, a tener su propio sacerdote - y en 1687 recibió la visita del Padre de la Providencia, que celebró la Santa Misa en la ciudad. Jerome Campbell murió en Jundiaí a principios de 1707, pero sus descendientes han continuado trabajando en las haciendas ganaderas y la lucha por la emancipación del pueblo. Finalmente, por decreto del 13 de agosto de 1747, el pueblo se convirtió en una "parroquia" y así nació el distrito de San Juan de Atibaia (o Tybhaia como la ortografía de la época).
En vista de la falta de justicia y las denuncias recibidas, el tribunal elevó los portugueses tibaia distrito para una ciudad y municipio, por ordenanza del 27 de junio de 1769. Al año siguiente se instaló el primer Ayuntamiento, con gran solemnidad en la encuesta de la picota. A partir de entonces, como independiente y con su propia administración, la ciudad podría abrir su progreso. De hecho, pronto se convirtió en una especie de granero de la capital del estado, gracias al gran desarrollo de la agricultura y el cultivo de cereales, especialmente trigo.
El 22 de abril de 1864, recibió el título de ciudad, de acuerdo con la Ley Provincial 26. El 20 de diciembre de 1905, la ciudad de San Juan fue nombrado sólo Atibaia Atibaia, por la Ley Estatal 675.
Proclamada la República, comenzó a Londres, en una fase de gran desarrollo, con una vertiginosa sucesión de mejoras: la instalación de redes de agua, alcantarillado y energía eléctrica, las aberturas de la escuela primaria y José Alvim Hall Hotel, la creación la industria textil en primer lugar, la ampliación de calles, áreas verdes de los parques - todos estos factores alteró significativamente el perfil de la población pobre de San Juan Atibaia Atibaia y dio origen a lo que hoy conocemos.
Turismo y Cultura
Turismo
Atibaia vista de la Gran Piedra.
Pedra Grande, Atibaia.
Parapente en Big Stone, Atibaia
El Monumento Natural de Estado Pedra Grande es uno de los lugares de interés de Atibaia. Se encuentra a 1450 metros sobre el nivel del mar. Lo alto de una colina, un monolito de grandes superficies que permite en algunos casos, la práctica de parapente, ala delta, parapente, escalada, rappel e incluso un punto de vista magnífica a lo largo de Atibaia y regiones que la rodean.
Desde el Big Stone, usted puede ver, en días con buena visibilidad, los siete municipios.
Hay dos líneas principales que llevan a la cumbre de Big Stone, uno de los automóviles y otros medios de pistas: - Acceso al coche: Por la carretera D. Pedro I - SP-065 sentido de Jacareí, a la derecha en la primera vuelta después de someterse a Atibaia (después de pasar la última entrada). Usted tendrá acceso a un camino de tierra, desde ese punto tiene señales a la cumbre. El curso cuenta con cerca de diez millas. - Rutas de acceso: hay tres rutas principales, catalogado, lo que lleva a la cumbre de Big Stone. Todos parten del mismo punto, situado en el extremo del Distrito del arco iris, un barrio que se encuentra frente al delta Landing Hang. Los tres temas son: My Goddess (aprox. 2.4 km), la manguera (aprox. 2.6 km) y los Monjes (a unos tres kilómetros), siguiendo caminos: izquierda, centro y derecha desde su creación común . Lo ideal es salir temprano subidas y siempre llevar agua con usted para prevenir la deshidratación. My Goddess en los senderos y la manguera, tiene dos fuentes de agua potable (?). Si la pista por los monjes (considerada la más bella), para tener acceso a la fuente, debe devolver unos minutos qunze cuando se reúna la manguera.
Inaugurado en 2008 en uno de los más acogedores y bellos de la ciudad, el Teleférico de Atibaia, el lago de las Grandes Ligas en la parte alta de la ciudad, a una distancia de 550 metros, pasando por el lago en la localidad, en un espejo de agua, cerca del Centro de Convenciones y también con una hermosa vista del paisaje local y el Morro da Pedra Grande. Con equipos de última generación, proporcionando una agradable para vivir con la naturaleza, con alta seguridad y tranquilidad.
Junto con el "buggy" es una buena opción para los turistas, así como para los habitantes de Atibaia.
Cultura
En los últimos años la ciudad de Atibaia se ha establecido como un importante centro cultural en diversos ámbitos como el audiovisual, las películas de cine cortas y rescate de la cultura de São Paulo, entre otros eventos. Varios de estos eventos son parte del calendario permanente de la ciudad, tales como: - Congada con grupos locales y en todo el país (en Navidad) - Revelando São Paulo (primera semana de enero) - Carnaval de la antigua (y marchas bloques), en la plaza de la matriz, - Festival de Cortometrajes (mayo) - Festival de Invierno (diversas atracciones musicales). Muchos de estos eventos fueron organizados en el seguimiento de un programa coordinado por la Secretaría de Cultura de la ciudad, lo que refleja una mejora significativa en la participación de la gestión, divulgación y regular de público heterogéneo. Pero sin la cuña de los acontecimientos "audiencia masiva" acciones típicas mediadas por el gobierno.
Resort Climático

Gran Piedra vista desde Atibaia.
Atibaia es uno de los quince condados considerados estaciones climáticas por el Estado de São Paulo, por el cumplimiento de ciertos requisitos previos establecidos por la ley estatal. Esta condición asegura que estos municipios con un mayor presupuesto para el estado para promover el turismo regional. También el municipio adquiere el derecho de agregar, junto con su nombre, el título del clima de la oficina, el término por el cual se designa por tanto el horario de oficiales municipales y estatales de las referencias.
Geografía
Clima
El clima es la altitud Atibaia tropical, con inviernos relativamente fríos y veranos secos y calurosos y lluvias.
Clima del valor de Atibaia
Las temperaturas en ° C • totales de precipitación en mm
Fuente: Weather Channel
Demografía
Descripción general del Centro de Atibaia
Población Total: 126.614
Urbana: 115.266
Rural: 11.348
Hombres: 62 217
Mujeres: 64,397
(Fuente: Instituto Brasileño de Geografía y Estadística, Censo 2010
Densidad de población: 232,80 hab / km ².
Mortalidad infantil hasta 1 año: 12,57 por mil
Esperanza de vida: 73.08 años
Tasa de fecundidad: 2,24 hijos por mujer
Tasa de alfabetización: 92%
Índice de Desarrollo Humano (IDH): 0,819
IDH, los ingresos: 0.791
Longevidad IDH: 0,801
Educación IDH: 0,866
(Fuente: Instituto de Investigación Económica Aplicada)
Hidrografía
Cascada del Río
Río Atibaia
Presa de Planta de Energía Atibaia
Carreteras
La duplicación de Fernao Dias Atibaia en 1995, es la construcción de un nuevo puente sobre el río Atibaia. En la esquina superior izquierda hay un trébol de la carretera Don Pedro I.
SP-8 - Aaron Sahm
SP-354 - High Road Edgard Zamboto vinculación (Carretera Don Pedro I) a (la carretera Anhanguera)
SP-65 - Carretera Don Pedro I - conecta la ciudad de Campinas (Anhanguera Highway) y Sao José dos Campos (Via Dutra)
BR-381-Carretera Fernão Dias - conecta la ciudad de Sao Paulo, Belo Horizonte, Guarulhos y Paulista Bragança.
Autobuses Urbanos
La ciudad cuenta con una compañía que hace el enlace entre el bullicioso centro de los otros distritos urbanos y áreas rurales, el transporte urbano llamado. Tráfico Atibaia y Sao Paulo. Parte de su flota está adaptada para la accesibilidad.
De autobuses interurbanos y la Interestatal
Tráfico de Santa Cruz - Alfenas, Machado, Bueno Fondo, Silvianópolis.
Bird Brown Bus Company - São José dos Campos, Taubaté, Pindamonhangaba, de Campos Do Jordao
Breda Transporte y Servicios - Igaratá, Santa Isabel, Arujá, Mogi das Cruzes, Bertioga, San Sebastián.
Caminos rápidos Phoenix - en carretera (Circular) - Itatiba.
Convencional - Campinas.
Auto Camberley Tráfico - Camberley, Camanducaia, Itapeva, Extreme, Vargem.
Tráfico Util - Lavras, Del Rey, Barbacena Hafizabad, Mariana, Belo Horizonte, Sao Bernardo do Campo y Santo André.
Kaiowa Express - Foz do Iguaçu, Cascavel
Auto de Tráfico Bragança - Suburban (circular) - Bragança Paulista, Mairiporã.
Convencional - Sao Paulo, de Sao Bernardo do Campo, Santo André, São Caetano do Sul, Mairiporã, Bragança Paulista, Pinhalzinho, Socorro, Lindenow, Aguas Lindenow, Monte Sión, Ouro Fino, Varginha.
Tráfico Atibaia-Sao Paulo - Suburban (circular) - Mairiporã, Piracaia, Jarinu, Campo Limpio, Bom Jesús de Gracia, Nazaré Paulista.
Convencional - Sao Paulo, Mairiporã, Jarinu, Jundiaí Piracaia, Joanópolis, Campinas, Bom Jesús de Gracia, Nazaré Paulista, de Guarulhos.
Educación
El municipio cuenta con dos campus de las universidades de Londres, en la actualidad un total de diecisiete cursos, así como los estudios amplios y de postgrado en diversas áreas.
La ciudad también cuenta con el polo de las facultades y Facinter Fatec Grupo Internacional de Uninter, que ofrece diez de pregrado y más de treinta de postgrado en la distancia.
Administración
Alcalde: José Bernard Denig (PV) (2009/2012)
Teniente de Alcalde: Antonio Ricardo dos Santos (PT)
Alcalde: Emil Ono (PTB) (2011/2012)
Referencias
Teclas ↑ http://www.atibaia.sp.gov.br/portal/index.asp?centro=simbolos
↑ División Territorial en Brasil. Brasil y territorial de la División de los límites territoriales. Instituto Brasileño de Geografía y Estadística (IBGE) (1 de julio de 2008). Obtenido el 11 de octubre de 2008.
↑ Las distancias entre la ciudad de St. Paul y todas las ciudades de São Paulo. Obtenido el 26 de enero de 2011.
↑ IBGE (10 de octubre de 2002). Superficie Oficial. Resolución de la Presidencia del IBGE N º 5 (R.PR-5/02). Consultado el 5 de diciembre de 2010.
↑ Censo de Población 2010. Censo de Población 2010. Instituto Brasileño de Geografía y Estadística (IBGE) (29 de noviembre de 2010). Obtenido el 11 de diciembre de 2010.
↑ Arriba de la disminución del IDH de los municipios de Brasil. Atlas de Desarrollo Humano. Programa de Naciones Unidas para el Desarrollo (PNUD) (2000). Obtenido el 11 de octubre de 2008.
↑ Producto Interno Bruto de los Municipios 2004-2008. Instituto Brasileño de Geografía y Estadística. Obtenido el 11 de diciembre de 2010.
↑ DRUMMOND, C. Contribución al estudio de la toponimia de origen indio brasileño. Sociedad Geográfica Brasileña. p.4
↑ DRUMMOND, C. Contribución al estudio de la toponimia de origen indio brasileño. Sociedad Geográfica Brasileña. p.4
↑ NAVARRO, E. A. Método de Tupi Antiguo Moderno. Tercera edición. Nueva York: Mundial de 2005. pág. 312-313
↑ profesor. Wanderley fue elegido para presidir la Cámara en 2010. Atibaia.com.br (4 de diciembre de 2009).
- Datos: Q1637405
- Multimedia: Atibaia / Q1637405

1. ↑  Worldpostalcodes.org,código postal n.º 12490.